# Flatoidinus dotatus
Flatoidinus dotatus är en insektsart som först beskrevs av Melichar 1902.  Flatoidinus dotatus ingår i släktet Flatoidinus och familjen Flatidae. Inga underarter finns listade i Catalogue of Life.